# Little Witchingham
Little Witchingham is een civil parish in het bestuurlijke gebied Broadland, in het Engelse graafschap Norfolk met 36 inwoners.